# Propolyxenus patagonicus
Propolyxenus patagonicus är en mångfotingart som först beskrevs av Filippo Silvestri 1903.  Propolyxenus patagonicus ingår i släktet Propolyxenus och familjen penseldubbelfotingar. Inga underarter finns listade i Catalogue of Life.